# Эйтан (ББМ)
Эйтан (ивр. איתן‎; дословно «стойкий», «твёрдый» или «сильный», назван в честь операции 2014 года) — боевая бронированная машина (ББМ), разработанная для замены устаревшего бронетранспортёра M113 в Армии обороны Израиля.

## Описание
Eitan — это 8-колёсная бронемашина, намного легче, чем «Намер», весом менее 35 тонн. Оснащена комплексом активной защиты Iron Fist. ББМ развивает максимальную скорость 90 км/ч и может перевозить до 12 человек, включая 3 членов экипажа. «Эйтан» может быть оснащен 30-40-мм пушкой и ПТРК «Спайк». Броня соответствует стандарту STANAG 4569 4 уровня.
«Эйтан» должен заменить сотни бронетранспортёров M113, находящихся в настоящее время на вооружении. По словам бригадного генерала Баруха Мацлиаха, машина дополнит, а не заменит гусеничный БТР «Намер»;"Эйтан" должен стоить столько же, сколько «Намер» (3 миллиона долларов) но, в отличие от гусеничных машин, может перевозить пехотные отделения по дорогам, не полагаясь на танковозы.
«Эйтан» имеет возможность использовать систему безопасных шин и оснащён композитной броней NERA и высоким днищем для защиты от наземных мин и СВУ. Первая ББМ Eitan была представлена 1 августа 2016 года.
Серийное производство началось в 2022 году, а бригада Нахаль стала первым израильским пехотным подразделением, получившим «Эйтан» в мае 2023 года Бригада впервые применила «Эйтан» во время боёв в Зикиме 7 октября 2023 года при отражении вторжения ХАМАС в Израиль, а также во время наземной операции Израиля в секторе Газа.